# Merla roquera comuna
La merla roquera comuna o merla roquera (i tord reguer a Menorca) (Monticola saxatilis) és una espècie d'ocell de la família dels muscicàpids (Muscicapidae) que, als Països Catalans, viu en ambients rocosos, oberts i assolellats, de manera semblant a la merla blava, encara que, a diferència d'aquesta, la merla roquera no defuig els ambients de major altitud, als Pirineus. El seu estat de conservació es considera de risc mínim.

## Morfologia
- Fa 19 cm de llargària.
- El mascle té a l'estiu el cap, el coll i el dors blaus, el carpó blanc i la resta d'un color vermellenc, amb les ales fosques.
- La femella té uns colors més brunencs.

## Subespècies
- Monticola saxatilis coloratus
- Monticola saxatilis saxatilis
- Monticola saxatilis turkestanicus

## Reproducció
Fa el niu per damunt dels 1.500 m i aprofitant una cavitat natural o un mur. Aleshores reuneix molsa, tiges i arrels, les folra amb més molsa i fang i hi pon 4-6 ous. Això té lloc a l'abril-maig. La femella els cova durant 13 dies i alimenta -amb l'ajut del mascle- els pollets que en neixen, els quals al cap de 15 ja podran volar.

## Alimentació
Menja insectes, aràcnids, cucs, mol·luscs i baies.

## Hàbitat
Viu preferentment a la muntanya, als Pirineus, però sembla que també s'expandeix vers les serralades litorals.

## Distribució geogràfica
Cria a l'Europa meridional i a l'Àsia central fins al nord de la Xina. Hiverna a l'Àfrica subsahariana. És rara a l'Europa septentrional.

## Costums
Als Països Catalans es troba en qualitat d'estiuenca.

## Conservació
La seva àrea de distribució s'ha reduït en el decurs de les darreres dècades a causa de la destrucció del seu hàbitat natural en certs territoris (com ara a tot Alemanya i parts de Polònia).